# Cleantech
Les cleantech (abréviation de clean technology, littéralement « la technologie propre ») sont les techniques et les services industriels qui utilisent les ressources naturelles, l’énergie, l’eau, les matières premières dans une perspective d’amélioration importante de l’efficacité et de la productivité. Cette approche s’accompagne d’une réduction systématique de la toxicité induite et du volume de déchets, et assure une performance identique aux technologies existantes ou supérieure à celles-ci.

## Terminologie
Le terme cleantech correspond à la terminologie utilisée par les fonds d’investissements américains et signifie littéralement « technologies propres ». Parmi les équivalents proposés en français, on trouve les termes « éco-activités innovantes », « éco-innovations », « éco-technologies » et « écotechs » (ces deux derniers termes calquant les néologismes anglais ecotechnology et ecotech). Les portefeuilles ministériels utilisent l'intitulé « technologies vertes » (calque du néologisme anglais green technology).
La multiplicité des termes consacrés montre que la terminologie ne s’est pas encore tout à fait stabilisée, comme c'était le cas pour le terme NTIC voici une dizaine d’années quand il s’agissait de décrire l’émergence du vaste secteur couvrant aussi bien l’Internet que les Télécoms.
Aux États-Unis, un débat concernant le choix de l'utilisation du terme cleantech ou greentech (en) a pu exister, mais aujourd’hui ce débat est clos et les deux termes sont utilisés de façon strictement équivalente. En France, aucun terme n’a encore pris définitivement le pas sur les autres, et les termes « cleantech », « éco-activités innovantes », « éco-innovations » ou « écotechs » peuvent être considérés comme synonymes.

## Définition
S’il n’existe pas de définition normalisée de cleantech, le cabinet de conseil américain Clean Edge (en) (auteur du livre The Clean Tech Revolution (en)) ainsi que le Cleantech Group, pionnier du secteur depuis 2002, proposent une bonne synthèse en les définissant comme les techniques et les services industriels caractérisés par les trois points suivants :
- utilisation des ressources naturelles, de l’énergie, de l’eau et des matières premières dans une perspective d’amélioration importante de l’efficacité et de la productivité,
- création systématique de moins de déchets ou de toxicité reliés,
- garantie d'assurer une performance identique ou supérieure dans le résultat souhaité par rapport aux technologies traditionnelles et une amélioration du profit des utilisateurs.

## Champs d'action
Le secteur des cleantech comprend les éco-industries (métiers de l'environnement : eau, air, sol, déchets, bruit), l'énergie (maîtrise de l'énergie, énergies renouvelables, technologies associées à l'énergie pour les bâtiments et les transports), ainsi que les activités de services et conseils liées à l'énergie et à l'environnement (conseil, diagnostic, certification, remédiation environnementale, écoconception, éco-marketing, etc.).

## Applications et principaux développements actuels
Potentiellement, la quasi-totalité des activités humaines peuvent faire l’objet d’innovation cleantech. Actuellement les principaux développements s’opèrent dans les domaines suivants :
- Le secteur énergétique : production à partir de sources d'énergie renouvelable (solaire, éolien, biomasse, etc.), distribution et stockage alternatif de l'énergie (Smart grid), efficacité énergétique (en particulier à travers l'architecture écologique, l'informatique verte, les automatismes du bâtiment ou encore l'éclairage LED). Les besoins dans ce secteur sont énormes et la question se pose de savoir si l’industrie nucléaire (SMR, réacteur de 3ème et 4ème génération, etc.) ainsi que les technologies de charbon propre[6] font partie du secteur cleantech ;
- Les cycles de l’eau et de l’air : production, distribution, traitement ;
- Le traitement des déchets ;
- Les technologies d’amélioration des industries traditionnelles : champ très vaste qui couvre les processus industriels en tant que tels (fluides de découpe, recyclage, rejets) ;
- Les transports : développement de véhicules électriques et à hydrogène.

Les biotechnologies appliquées à l'environnement (voir les applications green biotechnology de l’association européenne pour les bioindustries EuropaBio) et les technologies numériques appliquées à l'énergie, à l'environnement et à la ville durable (informatique verte) sont aussi des gisements essentiels d'éco-innovation.
L'industrie des cleantech, ou technologies propres, joue un rôle crucial dans le processus de réindustrialisation des pays modernes, notamment en France. Ces technologies, qui englobent des solutions durables et respectueuses de l'environnement dans des domaines tels que l'énergie renouvelable, l'efficacité énergétique, la gestion de l'eau, et les matériaux avancés, sont au cœur de la transition vers une économie plus verte et plus durable.
Après un fort développement dans les années 2005-2010 des technologies propres de production d'énergie (notamment photovoltaïque), l'évolution récente des Cleantech a vu le fort développement des technologies d'efficacité énergétique, visant à réduire la consommation existante des bâtiments et des véhicules. À titre d'illustration, les principaux secteurs représentés dans le classement des Global Cleantech 100 du Cleantech Group sont :
- Efficacité énergétique (27 entreprises) ;
- Eau & déchets (11 entreprises) ;
- Biocarburants et produits chimiques bio (10 entreprises) ;
- Smart grid (8 entreprises) ;
- Stockage de l'énergie (7 entreprises) ;
- Transport (7 entreprises) ;
- Solaire (6 entreprises).

## Les entreprisescleantech
Aux États-Unis, l’industrie cleantech est largement concentrée dans la Silicon Valley californienne, ainsi qu’autour de la ville de Boston. Le développement des activités cleantech participe d'ailleurs largement au redressement de la Silicon Valley qui perdait des emplois depuis l’éclatement de la bulle Internet.
En Europe, on note un très fort développement en Allemagne (éolien, solaire), dans la région de Francfort en particulier, ainsi que dans les pays germaniques.
En France, en sus du Grenelle Environnement, le gouvernement a lancé plusieurs initiatives pour le développement des éco-entreprises : citons en particulier le plan stratégique Ecotech 2012 et le logo France Greentech pour la promotion à l'exportation des entreprises françaises dans le domaine du développement durable urbain. Parmi les jeunes entreprises françaises du secteur cleantech, BlaBlaCar, Cooltech Applications, Leosphere et Lucibel ont été reconnues comme prometteuses par Cleantech Group dans son rapport Global Cleantech 100.
On peut noter également le très fort développement en Israël d’industries cleantech, en particulier dans le domaine de l’eau, mais également dans des projets plus ambitieux comme le projet de réseaux de voitures électriques Better Place (en).
Les grandes entreprises, particulièrement dans le secteur de l’énergie, ont souvent développé des lignes de produits cleantech : on peut citer, par exemple, l'initiative écomagination de General Electric.
Le secteur se caractérise également par l’apparition de très nombreuses jeunes entreprises innovantes qui proposent un très grand nombre d’innovations qu’elles exploitent elles-mêmes, ou qu’elles fournissent à des exploitants.
La distinction traditionnelle entre concepteur et exploitant d'installation dans le domaine de l'énergie reste de mise dans les énergies renouvelables : des entreprises comme EDF énergies nouvelles, par exemple, sont de purs exploitants. On peut noter cependant que quelques entreprises (notamment dans le domaine des centrales de biomasse) sont à la fois concepteur et exploitant d’installation.
Au Chili, l'entreprise Idea-Tec transforme du polystyrène en peinture.

## Les investissements dans le secteurcleantech
En 2006, on estime, au niveau mondial, qu’un montant total de 75 milliards de dollars ont été investis dans des projets et des entreprises cleantech. Ce marché pourrait tripler ou quadrupler d'ici à 2012 (estimations : traitement de l’eau 75 milliards, éolien 50 milliards, solaire 30 milliards, etc.).
Entre 2006 et 2007, on estime que les investissements ont cru de 60 % dans un contexte de hausse des prix du pétrole et de nouvelles politiques publiques énergétiques (Source : rapport du Programme des Nations unies pour l'environnement). Les projets dans le domaine du solaire, de l’éolien et des biocarburants auraient reçu 148 milliards de dollars d’investissement. Les projets éoliens, à eux seuls, concentrent 50 milliards de dollars. Ces montants d’investissement concernent essentiellement des projets d’infrastructure de grande dimension : champs d’éoliennes, centrales solaires, usines de biocarburants.
En ce qui concerne le développement de nouveaux procédés, dans le seul secteur énergie qui représente environ 60 % des investissements, 8,5 milliards de dollars ont été investis en 2007 par le capital-investissement. Ces investissements étaient en hausse de +27 % par rapport à 2006.
On enregistre également des hausses importantes au niveau de l'introduction en bourse avec, par exemple, des sociétés chinoises de fabrication de panneaux solaires cotées à la bourse de New York.
Au deuxième trimestre 2008, près de 1 milliard de dollars (47 accords) a été investi en capital-risque dans les sociétés des cleantech aux Ètats-Unis, soit un bond de 41 % par rapport au premier trimestre. Plus de la moitié est allé à des sociétés du secteur de l’énergie. Les trois accords les plus importants (plus de 100 millions de dollars chacun) concernent le solaire. L’efficacité énergétique est le deuxième secteur de prédilection.
En France, on peut constater une forte progression de l'intérêt des investisseurs pour le cleantech avec un quadruplement en moins d'un an du nombre de sociétés du secteur ayant été financées (6 entreprises financées au premier semestre 2007 et 27 au second semestre 2007), progression se traduisant aussi par l'introduction à la bourse de Paris de sociétés comme Strategeco Solar ou par le rachat par Suez de 50,1 % du capital de la Compagnie du vent, un des chefs de file français de l’énergie éolienne.
Au premier semestre 2008, sur les 470 millions d’euros investis dans des entreprises des nouvelles technologies au premier semestre 2008 par 51 acteurs, les cleantech s’arrogent 67,6 millions d’euros, soit 14 %. 44 sociétés des cleantech ont profité de ces sommes, contre 27 pour la précédente période. Au total, ce sont 18 fonds qui ont mis de l’argent dans ce secteur au premier semestre 2008.

## Critiques
Moins de dix ans après l’explosion de la bulle Internet, un débat existe pour savoir si l’émergence du secteur cleantech et l’engouement qu’il suscite parfois, ne préfigurent pas une nouvelle bulle initiée par certains investisseurs et gonflée par les médias pour réaliser des motifs spéculatifs.
Ainsi, l'informatique verte, un des sous-secteurs des cleantechs qui vise à réduire la consommation d’énergie et d’eau des systèmes informatiques, médiatisée par des industriels fournisseurs de systèmes et de services informatiques, fait l’objet de débats pour savoir s’il ne s’agit pas surtout d’un moyen de favoriser les ventes de nouveaux systèmes ou de détourner l'attention de l'empreinte écologique et énergétique de l'informatique et de l'Internet.
La question de savoir si l’industrie nucléaire et les technologies dites de charbon propre font partie du secteur cleantech se pose également.
D’autres critiques plus fondamentales venant notamment de groupes d’anarchistes verts contestent l’idée que la technique puisse être utilisée de façon neutre pour réduire l’impact de l’homme sur l’environnement.
Le débat sur la poursuite de la croissance ou sur la nécessité de la décroissance participe également de cette réflexion.
Selon Philippe Bihouix, auteur de L’âge des Low Tech. Vers une civilisation techniquement soutenable, Les « technologies vertes » sont consommatrices de ressources, font appel à des métaux plus rares, et sont en général moins bien recyclables. Elles font croire qu'il serait possible de réduire les émissions de gaz à effet de serre significativement sans réduire massivement notre consommation énergétique. La « croissance verte », qui élude la question de nos modes de vie, est pour lui une mystification absolue. En raison de leur besoin de métaux rares, les énergies nouvelles ne sont pas la panacée : une énergie illimitée et propre est un mythe, il faut donc économiser, recycler, relocaliser.